# Hofmillerstraße 26 (München)

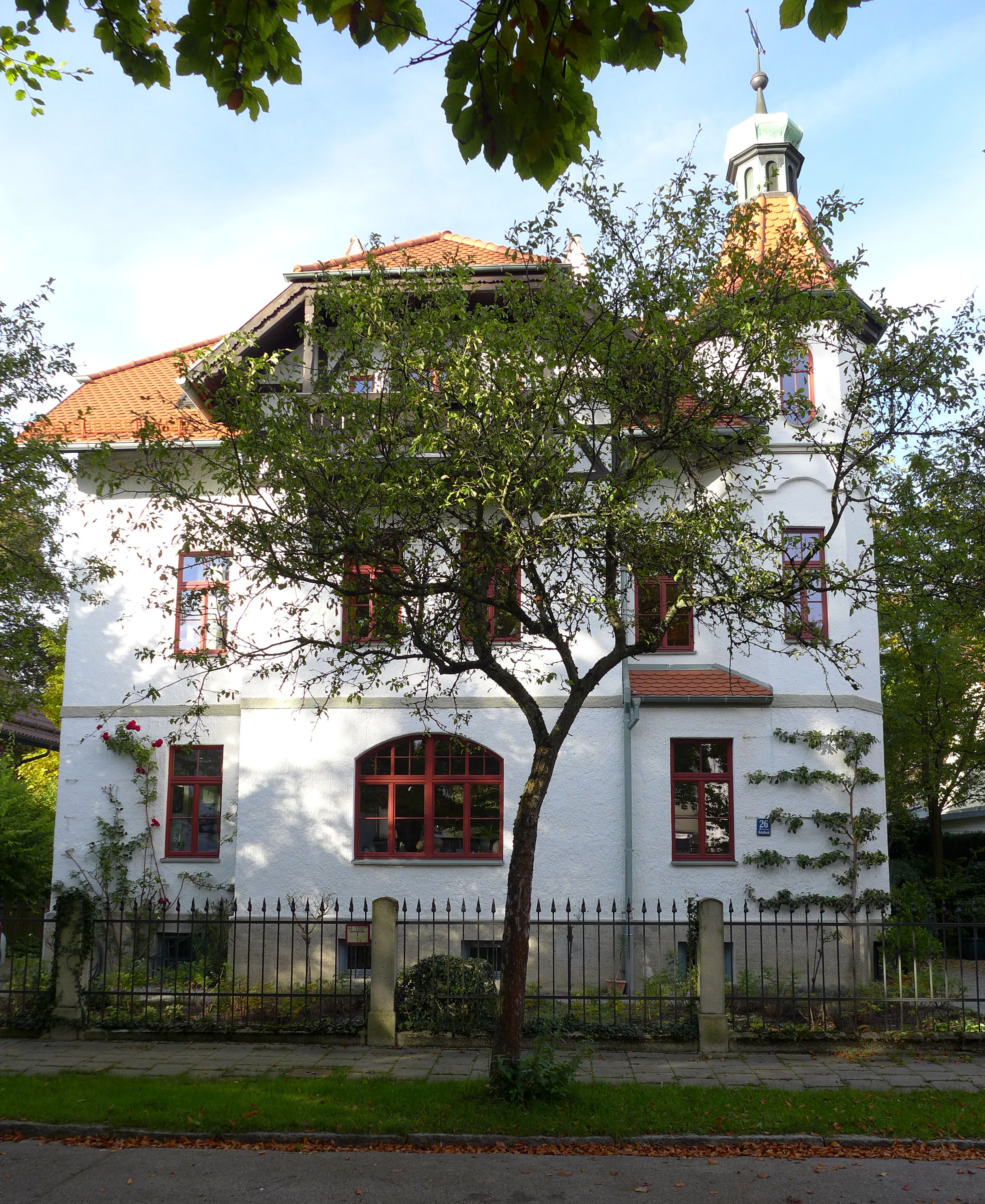
Haus Hofmillerstraße 26 in Obermenzing

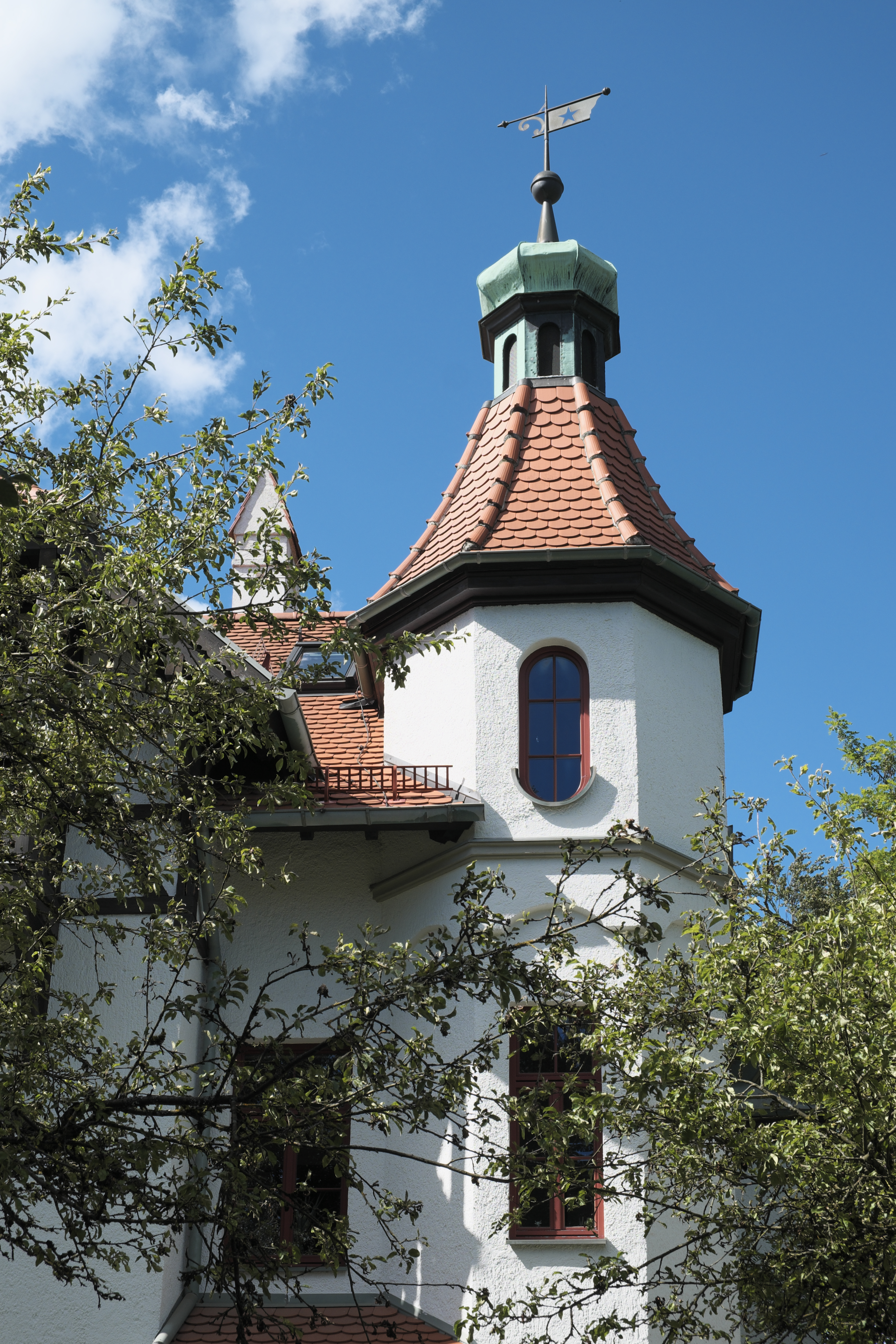
Eckturm mit Zwiebelhaube

Das Wohnhaus Hofmillerstraße 26 im Stadtteil Obermenzing der bayerischen Landeshauptstadt München wurde 1906/07 errichtet. Die Villa an der Hofmillerstraße ist ein geschütztes Baudenkmal.
Der traufseitige Halbwalmdachbau wurde vom Architekten Franz Seebacher erbaut. Er besitzt einen Eckturm mit Zwiebelhaube und einen Quergiebelrisalit. Die Fenster des Turmes wurden in Anzahl und Form verändert. 